# Sandra Studer
Sandra Studer (Zurigo, 10 febbraio 1969) è una conduttrice televisiva e cantante svizzera. Nel mercato discografico è stata conosciuta con il nome d’arte di Sandra Simó.
Ha rappresentato la Svizzera all'Eurovision Song Contest 1991 con il brano Canzone per te.

## Biografia
Nata da padre svizzero e madre spagnola, è cresciuta a Zollikerberg, piccola località del comune di Zollikon. Durante gli anni dell'adolescenza, ha intrapreso studi di danza e pianoforte, esordendo come cantante all'età di 17 anni. Più tardi, ha proseguito gli studi accademici in germanistica, musicologia ed educazione civica presso l'Università di Zurigo. Dopo aver debuttato discograficamente nel 1987, ha collaborato come corista alla canzone I Love You di DJ BoBo nel 1989.
Nel 1990, sotto il nome d'arte di Sandra Simó, ha partecipato alla selezione svizzera per l'Eurovision Song Contest con la canzone Lo so, posizionandosi tuttavia all'ultimo posto. L'anno successivo è tornata in gara con il brano Canzone per te, questa volta conquistando la vittoria. Ciò le ha permesso di rappresentare la Svizzera all'Eurovision Song Contest 1991, tenutosi a Roma, dove ha ottenuto il quinto posto con 118 punti. Questo successo ha segnato l'inizio della sua carriera nel mondo dello spettacolo.
Successivamente, Sandra Studer ha orientato la sua carriera verso la televisione, diventando una conduttrice televisiva di successo grazie a programmi come Takito, Traumziel e Country Roads. Inoltre è stata più volte commentatrice in lingua tedesca per la SRG SSR dell'Eurovision Song Contest. Nel 1999 ha co-presentato, insieme a Axel Bulthaupt, la selezione tedesca per il concorso eurovisivo. Dal 2002 al 2012 ha condotto il gala annuale degli SwissAward, oltre ad essere apparsa in numerosi programmi musicali nei paesi germanofoni. Nel 2021, nella versione svizzero-tedesca dello show Il cantante mascherato, si è classificata al secondo posto travestita da pavone.
Ha presentato l'Eurovision Song Contest 2025 a Basilea, insieme a Hazel Brugger e Michelle Hunziker (quest'ultima solo la finale).

## Vita privata
Nel 1997 ha sposato l'avvocato Luka Müller, da cui ha avuto quattro figli. Vive a Meilen, nel Canton Zurigo.
Oltre alla sua lingua madre (il tedesco), parla fluentemente italiano, inglese, francese e spagnolo.